# Terremoto di Creta del 365
Il terremoto di Creta del 365 o terremoto di Alessandria è stato un evento sismico con epicentro nel mare a sud dell'isola di Creta, avvenuto il 21 luglio del 365. Lo tsunami che ne derivò causò distruzioni ad Alessandria d'Egitto, note dalla testimonianza di Ammiano Marcellino che si trovò presente all'evento (il "giorno dell'orrore").
Si trattò del terremoto più forte registrato nel mar Mediterraneo (con una magnitudo ricostruita compresa tra 8,3 e 8,5), determinato dallo scontro della placca tettonica europea che si immerge (subduzione) sotto la placca egea lungo il piano di subduzione del cosiddetto arco ellenico.

## Effetti
A Creta il movimento tellurico provocò spostamenti cosismici di 9-10 m di altezza, individuati per mezzo del rinvenimento di coralli e organismi marini datati in quest'epoca per mezzo del radiocarbonio.
Molte città dell'isola furono distrutte e non più ricostruite e sono ricordate distruzioni anche nel Peloponneso (Patrasso e Olimpia) e nell'isola di Cerigo.
Lo tsunami prodotto dal terremoto causò un consistente deposito sedimentario ("omogenite" o "megatorbidite Augias") che occupa gran parte del Mediterraneo orientale. 
Lo tsunami provocò onde di 9 m di altezza sulla costa meridionale di Creta, che arrivarono fino a Cipro e in Palestina verso est, sulle coste della Calabria e della Sicilia verso ovest e che provocarono grandi danni verso sud in Tunisia, in Tripolitania a Leptis Magna e a Sabratha, in Cirenaica, ad Apollonia (con onde di 15 m di altezza), a Cirene e ad Alessandria d'Egitto (onde di 12 m che penetrarono nell'interno per almeno 2 km).
Ci furono circa 45.000 vittime in tutto il Mediterraneo, di cui circa 5000 nella sola Alessandria.